# Toro Rosso STR10
Toro Rosso STR10 - гоночный автомобиль с открытыми колесами, разработанный командой Scuderia Toro Rosso для участия в чемпионате Формула-1 на 2015 год. Команда полностью обновила пилотский состав. За руль STR10 сели молодые гонщики с известными фамилиями: голландец Макс Ферстаппен, сын бывшего гонщика Формулы-1 Йоса Ферстаппена, ставший самым молодым пилотом королевских гонок, а также Карлос Сайнс-младший, сын двукратного чемпиона мира по ралли Карлос Сайнса. По версии журнала Race Tech шасси STR10 стало самой эффективной и красивой машиной 2015 года.

## Результаты выступлений в Формуле-1
| Легенда к таблице |                                                                    |
| --- | ------------------------------------------------------------------ |
| В таблице перечислены результаты всех Гран-при Формулы-1, в которых использовался автомобиль. Строками таблицы являются сезоны, столбцами — этапы чемпионата мира. В каждой клетке указаны сокращённое название этапа и результат, дополнительно обозначенный цветом. Расшифровка обозначений и цветов представлена в нижеследующей таблице. |                                                                    |
| \| Пример \| Описание \| \| ------------ \| ------------------------------------------------------------------ \| \| 1 \| Победитель \| \| 2 \| Второе место \| \| 3 \| Третье место \| \| 5 \| Финишировал, заработав очки \| \| Сход \| Не финишировал, но при этом заработал очки \| \| 12 \| Финишировал, не получив очков \| \| НКЛ \| Финишировал, но не попал в финальную классификацию \| \| 15 \| Участвовал вне зачёта, либо по отдельной классификации \| \| 18 \| Не финишировал, но попал в финальную классификацию \| \| Сход \| Не финишировал \| \| НКВ \| Не прошёл квалификацию \| \| НПКВ \| Не прошёл предквалификацию \| \| ДСК \| Дисквалифицирован \| \| ИСК \| Исключён из протокола соревнований \| \| ТТ \| Заявлен для участия только в тренировках \| \| НС \| Участвовал в квалификации, но не стартовал в гонке \| \| Т \| Травмирован или болен \| \| ОТК \| Отказ от участия \| \| НТР \| Прибыл на соревнования, но на трассу не выезжал \| \| НПР \| Был заявлен в числе участников, но не прибыл к началу соревнований \| \| О \| Соревнования отменены \| \| \| Не участвовал \| \| Поул-позиция \| \| \| Быстрый круг \| \| |                                                                    |
| Пример | Описание                                                           |
| 1 | Победитель                                                         |
| 2 | Второе место                                                       |
| 3 | Третье место                                                       |
| 5 | Финишировал, заработав очки                                        |
| Сход | Не финишировал, но при этом заработал очки                         |
| 12 | Финишировал, не получив очков                                      |
| НКЛ | Финишировал, но не попал в финальную классификацию                 |
| 15 | Участвовал вне зачёта, либо по отдельной классификации             |
| 18 | Не финишировал, но попал в финальную классификацию                 |
| Сход | Не финишировал                                                     |
| НКВ | Не прошёл квалификацию                                             |
| НПКВ | Не прошёл предквалификацию                                         |
| ДСК | Дисквалифицирован                                                  |
| ИСК | Исключён из протокола соревнований                                 |
| ТТ | Заявлен для участия только в тренировках                           |
| НС | Участвовал в квалификации, но не стартовал в гонке                 |
| Т | Травмирован или болен                                              |
| ОТК | Отказ от участия                                                   |
| НТР | Прибыл на соревнования, но на трассу не выезжал                    |
| НПР | Был заявлен в числе участников, но не прибыл к началу соревнований |
| О | Соревнования отменены                                              |
| | Не участвовал                                                      |
| Поул-позиция |                                                                    |
| Быстрый круг |                                                                    |

| Сезон | Команда             | Двигатель              | Ш | Гонщики          | 1    | 2   | 3   | 4    | 5   | 6    | 7   | 8    | 9    | 10   | 11   | 12  | 13  | 14  | 15   | 16  | 17  | 18   | 19  | Место | Очки |
| ----- | ------------------- | ---------------------- | - | ---------------- | ---- | --- | --- | ---- | --- | ---- | --- | ---- | ---- | ---- | ---- | --- | --- | --- | ---- | --- | --- | ---- | --- | ----- | ---- |
| 2015  | Scuderia Toro Rosso | Renault Energy F1-2015 | P |                  | АВС  | МАЛ | КИТ | БАХ  | ИСП | МОН  | КАН | АВТ  | ВЕЛ  | ВЕН  | БЕЛ  | ИТА | СИН | ЯПО | РОС  | США | МЕК | БРА  | АБУ | 7     | 67   |
| 2015  | Scuderia Toro Rosso | Renault Energy F1-2015 | P | Макс Ферстаппен  | Сход | 7   | 17† | Сход | 11  | Сход | 15  | 8    | Сход | 4    | 8    | 12  | 8   | 9   | 10   | 4   | 9   | 9    | 16  | 7     | 67   |
| 2015  | Scuderia Toro Rosso | Renault Energy F1-2015 | P | Карлос Сайнс-мл. | 9    | 8   | 13  | Сход | 9   | 10   | 12  | Сход | Сход | Сход | Сход | 11  | 9   | 10  | Сход | 7   | 13  | Сход | 11  | 7     | 67   |

† Сошёл, но был классифицирован, так как преодолел больше 90% дистанции гонки.